# Labicymbium opacum
Labicymbium opacum is een spinnensoort uit de familie hangmatspinnen (Linyphiidae). De soort komt voor in Colombia.